# تصویر و واقعیت مناقشه اعراب و اسرائیل
تصویر و واقعیت مناقشه اسرائیل و فلسطین، کتابی است که در سال ۱۹۹۵ درباره درگیری اسرائیل و فلسطین نوشته نورمن جی. فینکلشتاین منتشر شده است. فینکلشتاین نسخه‌های تاریخی رایج درگیری را توسط نویسندگانی مانند جوآن پیترز، بنی موریس، آنیتا شاپیرا و آبا ایبان بررسی و موشکافی می‌کند. متن بر اساس کار دکترای علوم سیاسی فینکلشتاین است. نسخه اصلاح شده ۲۰۰۳ ضمیمه دیگری را ارائه می دهد که به نقد کتاب پرفروش مایکل اورن در سال ۲۰۰۲، شش روز جنگ: ژوئن ۱۹۶۷ و ساختن خاورمیانه مدرن اختصاص دارد.

## موضوع
موضوع این کتاب در مورد مناقشه اعراب و اسرائیل است. نویسنده در این کتاب روایت‌های مشهور تاریخی مناقشه اعراب و اسرائیل را از دیدگاه نویسندگانی مانند «جوان پیترز» (Joan Peters)، بنی موریس (Benny Morris)، آنیتا شاپیرا (Anita Shapira) و ابا ابن (Abba Eban) مورد بررسی قرار داده است.
این کتاب در اصل رساله دکتری فینکلشتاین است که در پاسخ به ادعاهای مطروحه در کتاب «جوان پیترز» (Joan Peters) با عنوان «از ازل: منشأ مناقشه اعراب و اسرائیل بر سر فلسطین» نگاشته شده‌است. رساله او در ساله ۲۰۰۳ به عنوان کتاب چاپ شد.
پیترز در این کتاب به بررسی تاریخ جمعیت‌شناختی فلسطین پرداخته است. مطالعات جمعیت‌شناختی نشان داده‌اند که در زمان حکمرانی عثمانی بر فلسطین ۹۴ درصد از جمعیت آن را اعراب تشکیل می‌دادند، اما این ترکیب جمعیتی با مهاجرت صهیونیست‌ها برهم خورد. پیترز این یافته‌ها را به صورتی رادیکال به چالش کشیده و مدعی است که ساکنین کنونی فلسطین بازماندگان و نوادگان اعرابی هستند که در اوایل قرن ۱۹ به این سرزمین مهاجرت نموده‌اند. مهاجرتی که در زمان قیمومیت انگلستان نیز ادامه یافت.
پیترز معتقد است آنچه که از آن به عنوان مسئله پناهندگان فلسطینی یاد می‌شود در حقیقت یک مبادله جمعیتی است که از جنگ اعراب و اسرائیل در سال ۱۹۴۸ ناشی گشته است؛ بنابراین وی واقعیت مالکیت تاریخی اعراب بر فلسطین را رد می‌کند.
فینکلشتاین در رساله خود پرده از بسیاری از تناقضات کتاب پیترز برداشته‌است، به گونه‌ای که علی‌رغم استقبال گسترده اولیه از این کتاب، به علت افشاگری‌های فینکلشتاین دیگر به عنوان یک منبع تاریخی مورد استناد قرار نمی‌گیرد.